# Miny
Miny (in lingua russa Мины) è una città della Russia, sul fiume Oredež, nell'Oblast' di Leningrado.